# Porcellio meridionalis
Porcellio meridionalis är en kräftdjursart som beskrevs av Albert Vandel1954. Porcellio meridionalis ingår i släktet Porcellio och familjen Porcellionidae. Inga underarter finns listade i Catalogue of Life.